# آنیسیمووا پولیانا
آنیسیمووا پولیانا (انگلیسی: Anisimova Polyana) یک شهرک در شهرستان شارانسکی استان باشقیرستان کشور روسیه است.